# Akimi Barada
Akimi Barada (茨田 陽生 Barada Akimi?), född 30 maj 1991 i Chiba prefektur, är en japansk fotbollsspelare.
Barada började sin karriär 2009 i Kashiwa Reysol. Han spelade 179 ligamatcher för klubben. Med Kashiwa Reysol vann han japanska ligan 2011, japanska ligacupen 2013 och japanska cupen 2012. 2017 flyttade han till Omiya Ardija.